# Loanda
Loanda là một đô thị thuộc bang Paraná, Brasil. Đô thị này có diện tích 722,496 km², dân số năm 2007 là 20067 người, mật độ 28,9 người/km².